# Джей и Молчаливый Боб
Джей и Молчаливый Боб (англ. Jay and Silent Bob) — персонажи вымышленной вселенной View Askewniverse, участники почти всех фильмов кинорежиссёра Кевина Смита. Впервые Джей и Молчаливый Боб появились в его самом первом фильме, который он снял на свои деньги — «Клерки». Затем они появились в «Лоботрясах», потом в фильме «В погоне за Эми», затем в «Догме», а также засветились в эпизодических ролях в «Крике 3». Позже стали главными героями в «Джей и Молчаливый Боб наносят ответный удар». Также они появляются в фильме «Клерки 2», сиквеле дебютного фильма Кевина Смита. Последнее их появление было в сериале «Флэш» в 17 эпизоде 4 сезона, где они сыграли охранников, и в фильме «Джей и Молчаливый Боб: Перезагрузка».

## Биография
Джей и Молчаливый Боб родились в Леонардо, штат Нью-Джерси в начале 70-х. В фильме «Джей и Молчаливый Боб наносят ответный удар» рассказывается, что они встретились возле магазина «Быстрая остановка», когда были ещё младенцами, в то время как их матери запасались продуктами — мама Боба покупала сыр, а мама Джея собиралась что-нибудь своровать. Их любимая песня — «Jungle Love» группы Morris Day and The Time.
Отличительные признаки молчаливого Боба — он часто курит, носит длинное пальто, у него тёмные волосы, борода, и бейсболка, надетая козырьком назад. Он был воспитан в Римско-католической церкви. Своё прозвище он получил, потому что почти не говорит, но когда он это делает, то произносит глубокие проницательные монологи и только в соответствующих ситуациях (не считая одного случая, когда Джей не видел очевидной подсказки для нахождения потерянного орангутана, Боб схватил его и закричал: «На багажнике автомобиля написано „Твари Голливуда“, ты тупой уё..к!»). Обычно для общения он использует жесты рук и выражение лица. Боба часто раздражает Джей и когда Боб говорит, он иногда критикует Джея, особенно в «В погоне за Эми» (в котором Боб произнёс свою самую длинную речь) и в «Джей и Молчаливый Боб наносят ответный удар». В «Клерки: анимационный сериал» Боба называют «Блутарски», что является отсылкой к комедии «Зверинец», но со слов Смита он никогда не давал Бобу фамилию.
Джей более худой и немного выше, чем Боб, у него длинные светлые волосы, на голове носит либо шапку, либо бейсболку. В отличие от Боба, Джей говорит очень много и грубо, как с незнакомыми людьми, так и с друзьями включая самого Боба. Чрезмерное сквернословие Джея возможно досталось ему под влиянием его матери. Его первое слово было «бля». Он также очень активен в попытках обольстить женщин.
Кевин Смит заявил, что рассматривает Джея как амбисексуала. В комиксе «В погоне за Догмой» Джей произносит длинную импровизированную речь на собрании по правам гомосексуалов, до того пока не замечает удивлённый взгляд молчаливого Боба. В фильме «Догма» темнокожий апостол Руфус уверяет, что Джей хочет заниматься сексом с парнями, после чего ему приходится доказывать Бобу, что он не гей, в ближайшем стрип-баре. Кроме того, в тюремной сцене в «Клерках 2» Джей хочет, чтобы Данте и Рэндэл сделали друг другу минет в обмен на деньги взаймы от него и молчаливого Боба, для того чтобы вновь открыть магазин «Quick stop» и видеопрокат. Но после отвращённого взгляда Боба, он отказывается от предложения. В вырезанной версии этой сцены Боб говорит Джею, что он глубоко подавленный гомосексуал.

## Фильмография

### Полнометражные фильмы
- 1994 — Клерки / Clerks
- 1995 — Лоботрясы / Mallrats
- 1997 — В погоне за Эми / Chasing Amy
- 1999 — Догма / Dogma
- 2001 — Джей и Молчаливый Боб наносят ответный удар / Jay and Silent Bob Strike Back
- 2006 — Клерки 2 / Clerks II
- 2013 — Супер-пупер мультфильм от Джея и Молчаливого Боба[англ.] / Jay & Silent Bob’s Super Groovy Cartoon Movie!
- 2019 — Джей и Молчаливый Боб: Перезагрузка / Jay and Silent Bob Reboot
- 2022 — Клерки 3 / Clerks III

### Телевидение
- 2000 — Клерки[англ.] / Clerks: The Animated Series

## Комиксы
- Клерки / Clerks
- В погоне за Догмой[англ.] / Chasing Dogma
- Пыхарь и Хроник[англ.] / Bluntman and Chronic
- Джей и Молчаливый Боб против собаки Уолта Флэнагана[англ.] / Walt Flanagan’s Dog
- Пыхарь и Хроник в деле Дерриса, часть 1-я / Bluntman and Chronic in The Derris Affair, Part 1

## Другие появления

### Фильмы
- 1996 — Рисуя полёты[англ.] / Drawing Flies (Кевин Смит играет Молчаливого Боба, Джейсон Мьюз также участвует в фильме, но не в роли Джея)
- 2000 — Крик 3 / Scream 3 — камео
- 2009 — Фанаты / Fanboys — камео

### Телевидение
- Джей и Молчаливый Боб на MTV
- Я люблю 90-е[англ.] / I Love the '90s (серии «Jay and Silent Bob Re-name Your Favorite TV Show» и «Guys We’d Go Gay For»)
- Деграсси: Следующее поколение / Degrassi: The Next Generation[2] (три серии третьего сезона с Джеем и Молчаливым Бобом позже стали известны как фильм «Джей и Молчаливый Боб уделывают Деграсси», затем персонажи появились в двух сериях пятого сезона)
- Да, дорогая![англ.] / Yes, Dear (19 серия в 4 сезоне)
- Флэш / The Flash (серия «Null and Annoyed»)

### Музыкальное видео
- Soul Asylum — «Can’t Even Tell»
- The Goops — «Build Me Up Buttercup»
- Afroman — «Because I Got High»
- Stroke 9 — «Kick Some Ass»
- Nova Rockafeller — «Problem»
- Suicide Silence — «You Can’t Stop Me» (только Джей)
- Drake — «I’m Upset»
- Moby Rich — «Loser»

### Компьютерные игры
- Randal’s Monday — Джей и Молчаливый Боб появляются в игре дважды. Джея озвучивает Джейсон Мьюз, Молчаливого Боба — Даг Кокл[3]
- Jay and Silent Bob: Mall Brawl